# BC Amersfoort
Der BC Amersfoort ist niederländischer Badmintonverein in Amersfoort. Der Klub spielt in der Eredivisie, der höchsten Liga in den Niederlanden.

## Geschichte
Der Verein entstand aus der Fusion der Katholischen Badmintonvereniging Amersfoort (KBVA) und dem Algemenen Badminton Club Amersfoort (ABCA). Seit Januar 2009 trägt der Verein den Namen Opmax Amersfoort, zuvor startete er als Acquiva Amersfoort.

## Erfolge
- Landesmeister 2001/02, 2002/03, 2003/04, 2004/05, 2005/06, 2006/07, 2007/08
- Sieger im NBB Cup 1997, 2000, 2001, 2002, 2005, 2006, 2007, 2008

## Bekannte Spieler
| - Saber Afif - Yeoh Kay Bin - Chris Bruil - Paulien van Dooremalen - Larisa Griga - Yao Jie - Lotte Jonathans | - Jelle Maas - Eefje Muskens - Dicky Palyama - Eric Pang - Joéli Residay - Akvilė Stapušaitytė |